# Pokémon: The Movie 2000
Pokémon: The Movie 2000: The Power of One, geralmente referido como Pokémon O Filme 2000, originalmente lançado no Japão como Pocket Monsters the Movie: Revelation Lugia (劇場版ポケットモンスター 幻のポケモン ルギア爆誕, Gekijōban Poketto Monsutā Maboroshi no Pokemon Rugia Bakutan, lit. "Mirage Pokémon: Lugia's Explosive Birth"), é um filme de animação de 1999 dirigido por Kunihiko Yuyama. É o segundo filme da franquia Pokémon, sendo lançado nos cinemas japoneses em 17 de julho de 1999. A adaptação em inglês, produzida pela 4Kids Entertainment e distribuída pela Warner Bros., foi lançada em 21 de julho de 2000 nos Estados Unidos.

## História

### Pikachu's Rescue Adventure
Ash, Misty e Tracey encontram um local perfeito para um cochilo e deixam Pikachu, Togepi, Bulbasaur, Squirtle, Psyduck, Marill e Venonat descansando com eles ao ar livre. Para o azar deles, o pequeno Togepi acaba rolando ladeira abaixo e indo parar dentro de uma densa floresta. Para resgatar Togepi antes que os seus Treinadores acordem, Pikachu, Bulbasaur, Squirtle, Psyduck, Marill e Venonat vão partir numa aventura onde vão descobrir a emoção de se voar com um enxame de Ledybas, a graciosidade de uma dança sincronizada vinda de Bellossoms das profundezas da floresta e fazer amizade com um Elekid, que se candidata a ajudar na missão de encontrar Togepi e levá-lo em segurança para casa. O maior de todos os problemas surge quando o tempo fecha na floresta e uma furiosa tempestade dificulta ainda mais a volta de Pikachu e seus amigos para seus Treinadores, exigindo a união não só de toda a equipe de aventureiros de Pikachu, mas de todos os habitantes da floresta. Enquanto isso, o Meowth da Equipe Rocket também se aventura na floresta, tentando tirar umas férias, mas tudo o que encontra é muita confusão.

### The Power of One
Enquanto Ash, Misty e Tracey viajam num barco, Giraldan, um colecionador de bichinhos pokémon, prepara seu mais novo plano: capturar o raro Lugia. Para tanto, provoca uma catástrofe climática quando ataca e retira de suas ilhas os três pássaros sagrados: Moltres, o pássaro-guardião de fogo; Zapdos, o pássaro-guardião do trovão; e Articuno, o pássaro-guardião do gelo. Para evitar o completo colapso do mundo em que vivem, os pokémons e seus treinadores resolvem se unir para enfrentar juntos Giraldan.

## Dublagem Brasileira
- Ash - Fábio Lucindo
- Misty - Márcia Regina
- Professor Carvalho - Carlos Seidl
- Jessie - Isabel de Sá
- James - Márcio Araújo
- Meowth - Márcio Simões
- Lugia - Maurício Berger
- Slowking - Pietro Mário
- Lawrence III - Luiz Feier Motta

## Trilha sonora
1. Mundo Pokémon - SNZ
2. The Power Of One - Donna Summer
3. Dreams - Alysha
4. They Don't Understand - Dream Street
5. Wonderland - Angela Vía
6. With All Your Heart - Plus One
7. The Extra Mile - Laura Pausini
8. Flying Without Wings - Westlife
9. Pokémon World - Youngstown feat. Nobody's Angel
10. Blah, Blah, Blah - Devotion 2 Music
11. Polkamon - "Weird Al" Yankovic
12. The Chosen One - The B-52's
13. One Heart - O-Town
14. One - Denisse Lara
15. Comin' to the Rescue - O-Town
16. Dance of the Bellossom - Tema de Pikachu ao Resgate
17. The Legend Comes to Life - Tema do Filme Principal

## Lançamento

### Lançamento nos Cinemas
Pokémon: O Filme 2000 foi lançado pela 1ª vez nos cinemas japoneses no dia 17 de Julho de 1999 no Japão pela distribuição da Toho. No ano seguinte, o filme foi lançado no dia 21 de Julho de 2000 nos Estados Unidos, no Canadá e no Brasil, pelo licenciamento da 4Kids Entertainment e da Kids' WB. Foi exibido em Portugal no dia 15 de Dezembro no mesmo ano.

### Lançamento em Home Video
Após o lançamento nos cinemas, Pokémon: O Filme 2000 foi lançado em VHS no Japão em 2 de fevereiro de 2000 e também foi lançado em DVD em 22 de novembro de 2000. No mesmo ano, foi lançado em VHS e DVD nos Estados Unidos em 14 de novembro de 2000 e no Brasil pela Warner Home Video.
Após os anos seguintes, foi relançado em DVD no dia 21 de setembro de 2007 no Japão, fazendo parte da coleção Pikachu the Movie Box 1998-2002. Nos Estados Unidos, foi relançado em DVD no dia 7 de abril de 2009 pela Warner Home Video, fazendo parte da coleção Pokémon: The First Three Movies. Em 28 de novembro de 2012, o filme foi remasterizado digitalmente e lançado pela 1ª vez em Blu-ray, fazendo parte da coleção Pikachu the Movie Premium Box 1998-2010. Nos Estados Unidos, foi relançado em DVD e lançado em Blu-ray no dia 2 de fevereiro de 2016 pela Viz Media, fazendo parte da coleção Pokémon: The Movies 1-3 Collection, depois foi relançado em 2 de outubro de 2018 em formato padrão. Em 2017, está disponível em formato digital no Brasil pela iTunes e pelo Google Play.

### Lançamentos Internacionais
| País           | Data de lançamento                |
| -------------- | --------------------------------- |
| Japão          | 17 de Julho de 1999               |
| Estados Unidos | 15 de Julho de 2000 (pré-estréia) |
| Estados Unidos | 21 de Julho de 2000               |
| Canadá         | 21 de Julho de 2000               |
| Brasil         | 21 de Julho de 2000               |
| Venezuela      | 16 de Agosto de 2000              |
| Austrália      | 7 de Setembro de 2000             |
| Nova Zelândia  | 21 de Setembro de 2000            |
| Países Baixos  | 12 de Outubro de 2000             |
| Finlândia      | 27 de Outubro de 2000             |
| Espanha        | 24 de Novembro de 2000            |
| Portugal       | 15 de Dezembro de 2000            |